# Eli Walker

a Compétitions nationales et continentales officielles uniquement.

b Matchs officiels uniquement.
Dernière mise à jour le 29 septembre 2018.
Eli Jinkin Walker, né le 28 mars 1992 à Swansea (pays de Galles), est un joueur international gallois de rugby à XV qui joue au poste d'ailier.

## Biographie

### Jeunesse et formation
Né à Swansea au pays de Galles le 28 mars 1992, Eli Walker joue avec le club de Gorseinon RFC et Swansea RFC avant d'intégrer la franchise des Ospreys ; il représente le pays de Galles dans les équipes de jeunes que ce soit avec les moins de 16 ans, les moins de 18 ans et l'équipe du pays de Galles des moins de 20 ans.
Avec les moins de 20 ans, il dispute les Championnats du monde junior en Afrique du Sud en 2012 et se blesse à l'épaule.

### Carrière en club
Il débute avec l'équipe des Ospreys pour une rencontre de Coupe disputée contre Exeter en octobre 2011. Il marque un essai et est désigné homme du match contre le Stade toulousain lors d'une victoire des Ospreys 17 à 6 le 15 décembre 2012 en Coupe d'Europe 2012-2013.
Eli Walker fait 17 apparitions dans la saison 2014-2015 des Ospreys, toutes comme titulaire. À la fin de la saison 2014-2015, il a disputé 48 matchs et inscrit 13 essais, dont 13 rencontres jouées en Coupe d'Europe. 
Il annonce sa retraite en mars 2018 à la suite d'une blessure au dos en 2016 dont il n'a jamais complètement récupéré.

### Carrière internationale
Eli Walker est sélectionné pour la première fois de sa carrière avec l'équipe du pays de Galles pour le Tournoi des Six Nations 2013. Il ne participe cependant pas à la compétition, souffrant d'une blessure aux ischio-jambiers survenue avant le début du tournoi. Il ne participe pas non plus à la tournée d'été de la même année se déroulant au Japon, à cause d'une blessure au dos.
Il est ensuite retenu dans un groupe élargi de 47 joueurs pour la préparation de la coupe du monde 2015, annoncé par Warren Gatland le 1er juin 2015. Il connaît sa première sélection avec le pays de Galles à cette occasion, contre l'Irlande le 8 août 2015.
Après les blessures de Rhys Webb et Leigh Halfpenny survenues lors du dernier match de préparation face à l'équipe d'Italie, Warren Gatland fait appel à Eli Walker pour remplacer Halfpenny. Eli Walker est à son tour contraint de déclarer forfait et il est remplacé par Ross Moriarty.

## Palmarès
- Ospreys
  - Vainqueur du Pro12 en 2012